# Passo do Grande Colombier
O passo do grande Colombier (em francês:  Col du Grand Colombier) é uma  colo de montanha do maciço do Jura, na França, que culmina a 1 498 m no departamento francês de Ain, no Ródano-Alpes.
Fica situado no monte do mesmo nome o Grande Colombier (Ain), entre o vale de Séran, um afluente do Ródano e o vale do Ródano. 

## Ciclismo
Com uma bela vista sobre o lago do Bourget, o colo devido ao seu desnível importante que atinge os 14 % é utilizado no Tour de França desde 2012  onde é classificado "fora de categoria" (ver fr:Hors catégorie) pela sua extrema dificuldade.